# Mistrzostwa świata w snowboardzie
Mistrzostwa świata w snowboardzie – impreza organizowana przez FIS dla snowboardzistów z całego świata. Pierwsze mistrzostwa świata w snowboardzie odbyły się w styczniu 1996 r. w Lienzu. Następne mistrzostwa odbyły się rok później (w 1997 r.) i od tej pory rozgrywane są co dwa lata.
Na pierwszych mistrzostwach świata rozegrano zawody w trzech konkurencjach, były to: gigant, slalom równoległy i halfpipe. Już rok później rozegrano pięć konkurencji: snowcross, gigant, slalom równoległy, slalom oraz halfpipe. W 1999 roku slalom zastąpiono gigantem równoległym. Kolejna zmiana w programie nastąpiła w 2003 roku, kiedy usunięto giganta i wprowadzono big air. Następnie w 2011 roku dodano slopestyle, a w 2017 roku wprowadzono snowcross drużynowy. Obecnie program zawodów składa się wiec z siedmiu konkurencji: snowcrossu, slalomu równoległego, giganta równoległego, halfpipe'a, slopestyle'u, big air i snowcrossu drużynowego.
Począwszy od 2015 r. mistrzostwa świata w snowboardzie rozgrywane są równolegle z mistrzostwami świata w narciarstwie dowolnym jako mistrzostwa świata w narciarstwie dowolnym i snowboardingu.

## Organizatorzy
| - 1996 – Lienz, Austria - 1997 – San Candido, Włochy - 1999 – Berchtesgaden, Niemcy - 2001 – Madonna di Campiglio, Włochy - 2003 – Kreischberg, Austria - 2005 – Whistler, Kanada - 2007 – Arosa, Szwajcaria - 2009 – Gangwon, Korea Południowa - 2011 – La Molina, Hiszpania | - 2013 – Stoneham, Kanada - 2015 – Kreischberg, Austria - 2017 – Sierra Nevada, Hiszpania - 2019 – Park City, USA - 2021 – Idre, Szwecja/ Rogla, Słowenia/ Aspen, USA - 2023 – Bakuriani, Gruzja - 2025 – Engadyna, Szwajcaria - 2027 – Montafon, Austria - 2029 – Zhangjiakou, ChRL |  |

## Klasyfikacja medalowa
Stan po MŚ 2025
| Miejsce | Państwo                       |    |    |    | Razem |
| ------- | ----------------------------- | -- | -- | -- | ----- |
| 1.      | Francja                       | 21 | 23 | 12 | 56    |
| 2.      | Stany Zjednoczone             | 21 | 13 | 26 | 60    |
| 3.      | Austria                       | 19 | 25 | 23 | 67    |
| 4.      | Szwajcaria                    | 15 | 17 | 16 | 48    |
| 5.      | Włochy                        | 12 | 10 | 12 | 34    |
| 6.      | Kanada                        | 11 | 11 | 9  | 31    |
| 7.      | Australia                     | 9  | 6  | 5  | 20    |
| 8.      | Finlandia                     | 9  | 5  | 10 | 24    |
| 9.      | Japonia                       | 8  | 13 | 9  | 30    |
| 10.     | Niemcy                        | 6  | 7  | 12 | 25    |
| 11.     | Norwegia                      | 6  | 5  | 8  | 19    |
| 12.     | Rosja                         | 6  | 5  | 5  | 16    |
| 13.     | Czechy                        | 5  | 3  | 1  | 9     |
| 14.     | Chiny                         | 4  | 3  | 1  | 8     |
| 15.     | Słowenia                      | 3  | 5  | 4  | 12    |
| 16.     | Nowa Zelandia                 | 3  | 3  | 1  | 7     |
| 17.     | Wielka Brytania               | 3  | 2  | 0  | 5     |
| 18.     | Szwecja                       | 2  | 7  | 6  | 15    |
| 19.     | Belgia                        | 2  | 2  | 1  | 5     |
| 20.     | Rosyjska Federacja Narciarska | 2  | 1  | 2  | 5     |
| 21.     | Hiszpania                     | 1  | 3  | 1  | 5     |
| 22.     | Holandia                      | 1  | 2  | 2  | 5     |
| 23.     | Polska                        | 1  | 0  | 4  | 5     |
| 24.     | Korea Południowa              | 1  | 0  | 1  | 2     |
| 25.     | Bułgaria                      | 1  | 0  | 0  | 1     |
| 26.     | Ukraina                       | 0  | 1  | 0  | 1     |
| 26.     | Słowacja                      | 0  | 0  | 1  | 1     |